# 东北格陵兰国家公园
东北格陵兰国家公园位于格陵兰东北部，是世界上面积最大的国家公园。总面积97.2万平方公里，相当于格陵兰总面积的45%，远远大于许多国家的领土总面积。它是格陵兰唯一的国家公园，也是世界上最北的国家公园。该国家公园成立于1974年5月22日，1988年扩大到它今天的面积。它包括格陵兰东北的整个海岸线和岛上大部分冰盖。1977年1月它被定为国际生物圈保护区。进入该国家公园需要一个搜索及拯救保险以及相应的设备，此外还需要官方许可。该地区无常驻居民。

## 地理
向南东北格陵兰国家公园与塞梅索克交界，向西沿西经45度它与阿万纳塔在冰盖上交界。这些边界大部分是直线。它的内陆面积是格陵蘭冰原的一部分，但是在海岸和北部的皮列半岛上也有许多没有冰的面积。

## 历史

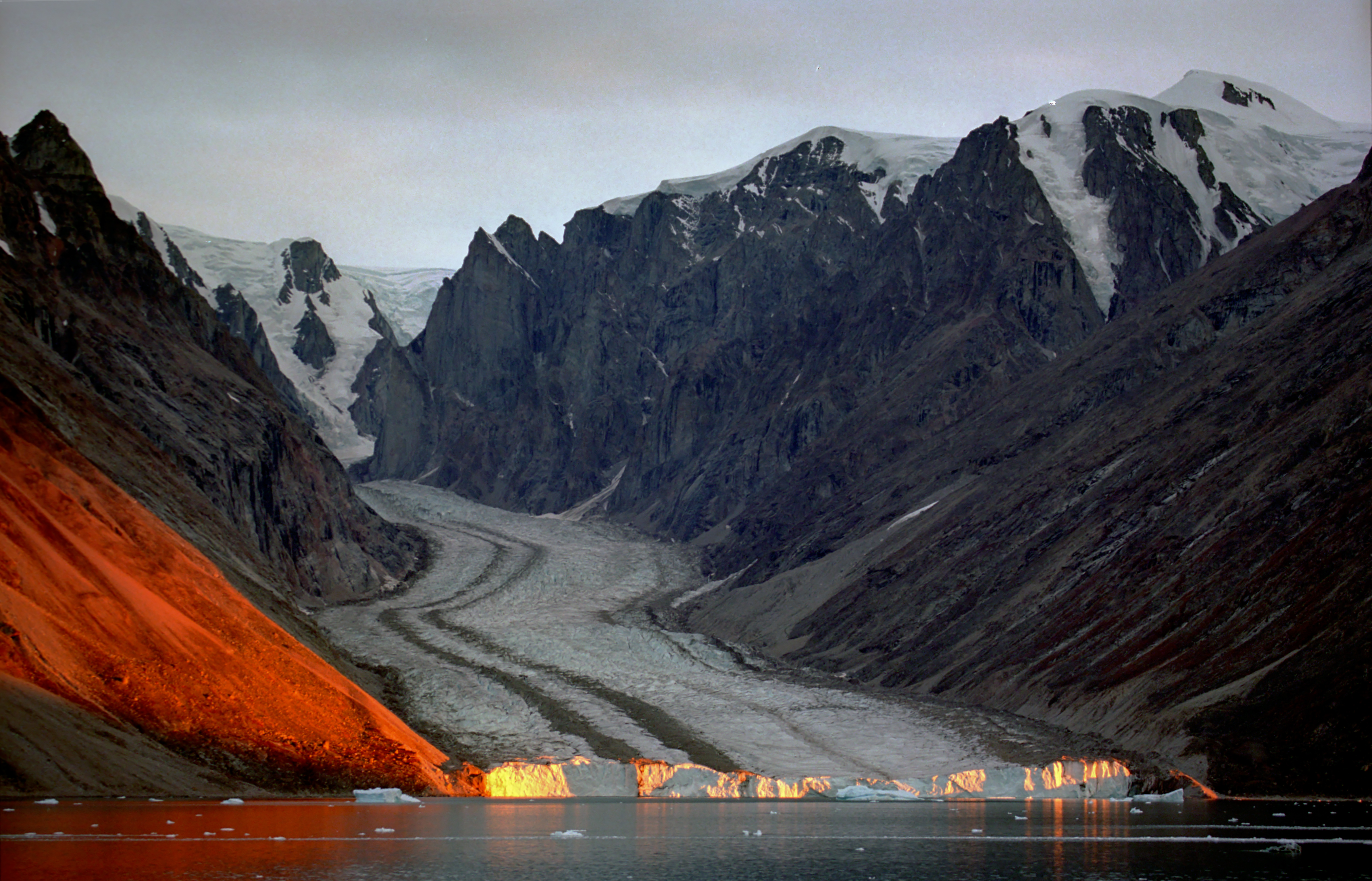
弗朗茨-约瑟夫峡湾

1974年5月22日国家公园成立时仅包括原东格陵兰伊托科尔托米特人烟最稀少的部分。1988年国家公园的面积扩充了27.2万平方千米，达到它今天的面积，其中包括原阿方纳的东北部。1977年1月它被定为国际生物圈保护区。国家公园由格陵兰环境和自然部管理。历史上的冰盖研究场地中冰和北冰研究站位于今天的国家公园境内。

## 人口

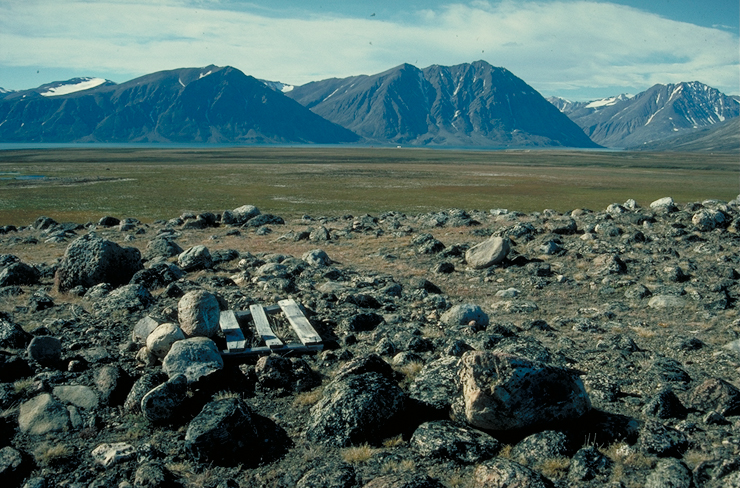
萨肯贝格研究站

公园内没有常驻居民。1986年的常驻居民为40人，他们住在梅斯特斯维，他们在关闭和清理了当地的采矿地点后很快就离开了。此后的人口普查记录0常驻居民。夏季里公园里有400个偶尔被使用的居住点。最近在冬季公园的境内有31人和约110条狗居住，他们分布在以下站点：
- 达讷堡（12人），公园警察部门的总部
- 丹麦港（8人），民用气象站
- 诺尔（5人），军事基地
- 梅斯特斯维（2人），军事哨站，有一条1800米长的跑道
- 萨肯贝格（英语：Zackenberg Station）（0人），夏季研究站
- 尖峰营（英语：Summit Camp）（4人），格陵蘭冰原上的研究站

夏季还有科学家在公园里居住。比如萨肯贝格生态研究站（74°28′11″N 20°34′15″W / 74.469725°N 20.570847°W）能够容纳20多名科学家和其它人员。

## 动物
5000至15000头麝牛生活在国家公园内，这相当于世界所有麝牛的40%左右。在海岸线上有许多白熊和海象。其它哺乳动物有北极狼、北极狐、白鼬、旅鼠和北极兔。驯鹿从1900年开始消失了。本来在整个国家公园海岸线有的狼在1920和1930年代里被丹麦和挪威猎手用毒诱饵消灭光了。在东格陵兰北纬80度以南的地方没有再看到它们。从1979年开始从北格陵兰有一些狼又移入，2011年估计境内有23头狼。
海生哺乳动物包括环斑海豹、髯海豹、豎琴海豹、冠海豹、一角鲸和白鲸。鸟类主要有普通潜鸟、白颊黑雁、粉脚雁、绒鸭、王絨鴨、海东青、雪鸮、三趾鹬、岩雷鸟和渡鴉。

## 植物和地形
国家公园的内部是冰盾和山脉。格陵兰海的海岸地区是冻土层，为当地的动物提供了艰苦的生活环境。